# Lac Péribonka
Lac Péribonka är en sjö i Kanada.   Den ligger i provinsen Québec, i den östra delen av landet, 600 km nordost om huvudstaden Ottawa. Lac Péribonka ligger 435 meter över havet. Arean är 264 kvadratkilometer. 
Trakten runt Lac Péribonka är nära nog obefolkad, med mindre än två invånare per kvadratkilometer.